# Naltiotunturi
Naltiotunturi är en kulle i Finland. Den ligger i Savukoski kommun och landskapet Lappland, i den norra delen av landet, 900 km norr om huvudstaden Helsingfors. Toppen på Naltiotunturi är 427 meter över havet.
Terrängen runt Naltiotunturi är huvudsakligen platt. Trakten runt Naltiotunturi är nära nog obefolkad, med mindre än två invånare per kvadratkilometer. Det finns inga samhällen i närheten. 